# نور الدين عطاطرة
نور الدين عطاطرة باحث إماراتي ورائد تربوي يعمل في مجالات المعرفة العلمية والابتكارات والمجتمعات الأكاديمية.

## النشأة والتعليم
ولد نور الدين عطاطرة في مدينة العين بدولة الإمارات العربية المتحدة عام 1976. هو الأخ الأكبر لأسرته المكونة من 4 أبناء ؛ عبد الله وأنس ومحمد وابنتان. التحق بمدرسة مالك بن أنس في العين. ثم أكمل دراسته الثانوية من مدرسة زايد الأول عام 1994.
تابع دراسته الجامعية في جامعة العلوم التطبيقية في الأردن وحصل على بكالوريوس الصيدلة عام 1999.
حصل عطاطرة على درجة الدكتوراه في الصيدلة من جامعة مانشستر بالمملكة المتحدة وماجستير في كيمياء الأدوية من جامعة نيوكاسل .

## حياته المهنية
بصفته باحثاً، لدى عطاطرة العديد من المنشورات في المجلات المحكمة مع التركيز على أبحاث السرطان وتطوير الأدوية وتصميمها.
كما أن عطاطرة عضو في الجمعية الأمريكية لأبحاث السرطان في الولايات المتحدة الأمريكية ، والجمعية البريطانية لأبحاث السرطان والجمعية الملكية للكيمياء في المملكة المتحدة.